# QSO B1336+391
QSO B1336+391 是一個位在 獵犬座的類星體。

## 外部連結
- www.jb.man.ac.uk/atlas/（页面存档备份，存于）
- Simbad （页面存档备份，存于）